# Сијеста Ејкерс (Тексас)
Сијеста Ејкерс (енгл. Siesta Acres) насељено је место без административног статуса у америчкој савезној држави Тексас.

## Демографија
По попису из 2010. године број становника је 1.885.
| Група             | 2000.    | 2010.         |
| Белци             | 0 (0,0%) | 13 (0,7%)     |
| Афроамериканци    | 0 (0,0%) | 0 (0,0%)      |
| Азијати           | 0 (0,0%) | 1 (0,1%)      |
| Хиспаноамериканци | 0 (0,0%) | 1.871 (99,3%) |
| Укупно            | 0        | 1.885         |